# HD 116713
HD 116713 (HR 5058 / HIP 65535) es una estrella en la constelación de Centauro de magnitud aparente +5,11.
Se encuentra a 207 años luz de distancia del sistema solar.
HD 116713 es una gigante naranja de tipo espectral K0.5 III con una temperatura superficial de 4790 K.
37 veces más luminosa que el Sol, la medida de su diámetro angular (1,36 milisegundos de arco) permite conocer su diámetro real, 9,3 veces más grande que el diámetro solar.
A pesar de su tamaño, su masa es solo un 90% mayor que la del Sol y su edad se estima en 900 millones de años.
La característica más notable de HD 116713 es su composición química, ya que forma parte de la clase de las estrellas de bario.
Este grupo de estrellas son ricas en ciertos elementos procedentes del «proceso-s», el bario entre ellos aunque no es el único.
En el caso de HD 116713, además del bario, son muy abundantes circonio, itrio, cerio y lantano; por otra parte, los contenidos de samario y gadolinio, provenientes del «proceso-r», pueden ser considerados normales.
Se piensa que las estrellas de bario son el resultado de transferencia de masa en un sistema binario. Dicho intercambio tuvo lugar cuando la estrella donante, entonces una estrella de carbono, contaminó con elementos del proceso-s la superficie de la estrella hoy visible, entonces en la secuencia principal.
Cuando se las observa en la actualidad, la evolución estelar ha convertido a la estrella donante en una enana blanca difícil de detectar; en el caso de HD 116713, el exceso de emisión ultravioleta en comparación con otras gigantes «normales», pone de manifiesto la presencia de una enana blanca acompañante. Si se considera que su masa es de 0,6 masas solares —valor típico para un objeto de esta clase—, su edad de enfriamiento sería de 616 millones de años.